# Slider (Baseball)

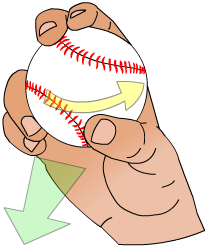
Handgriff beim Slider

Slider (aus engl. slide, abrutschen) bezeichnet eine bestimmte Wurfart des Pitchers im Baseballsport.
Der Slider gehört zu den Breaking Balls, den Würfen mit aus- oder abbrechender Flugbahn. Er ist von Flugkurve und Geschwindigkeit zwischen dem Fastball und dem Curveball angesiedelt. Er wird etwas langsamer als der Fastball geworfen, bekommt aber durch den ungleichmäßigen Griff neben einer geringen Rückwärtsdrehung vor allem eine seitliche Rotation (beachte nebenstehendes Bild). Diese ist zwar nicht so stark wie beim Curveball, aber der Slider wird schneller geworfen und weist deshalb gegenüber jenem eine schwächere Krümmung der Flugbahn auf. Im Vergleich zur regelmäßigen ballistischen Flugbahn wird durch den Magnus-Effekt ein seitliches Ausbrechen und eine stärkere Abwärtsbewegung des Balles verursacht. Der Ball fliegt zuerst wie ein Fastball und bricht durch den Effet kurz vor dem Batter von der erwarteten geraden Flugbahn aus. Da die Geschwindigkeit im Vergleich zum Fastball nur etwas geringer ist, ist er deshalb vom Schlagmann schwer einzuschätzen. Im Vergleich zum ähnlichen Cutter bricht der Slider stärker aus.
Weil die Bewegung beim Slider stärker von der natürlichen Wurfhaltung abweicht als beispielsweise beim Fastball, sind Verletzungen des Wurfarmes bei Pitchern, die diesen Wurf ausführen, häufiger als bei reinen Fastball-Werfern.
Als Pitcher mit einem wirkungsvollen Slider ist John Smoltz bekannt. Sein Wurf sieht zunächst so aus, als träfe er die Strike Zone, bricht aber kurz vorher aus der Zone heraus. Das führt oft zum „Swing and a miss“, dem Vorbeischwingen durch den Schlagmann.

## Geschichte
Nicht ganz klar ist, ob Chief Bender (1884–1954) der „Erfinder“ des Sliders war, auf jeden Fall ist dokumentiert, dass er diesen Pitch als einer der ersten regelmäßig einsetzte. Er nannte ihn damals den „nickel change“. Mit Hilfe des Sliders warf er am 12. Mai 1910 einen No-Hitter.